# Mitra (Mitridae)
Mitra là một chi ốc biển, là động vật thân mềm chân bụng sống ở biển trong họ Mitridae.

## Các loài
- Mitra abbatis  Perry, 1811
- Mitra deprofundis  Turner, 2001
- Mitra dolorosa  Dall, 1903 (taxon inquirendum)
- Mitra fusiformis (Brocchi, 1814) †
- Mitra fusioides  Lea, 1833 †
- Mitra granata  Reeve, 1845
- Mitra hectori  Hutton, 1905 †
- Mitra inca  d'Orbigny, 1841
- Mitra magnifica  Poppe & Tagaro, 2006
- Mitra mitra Linnaeus, 1758
- Mitra muricata  (Broderip, 1836)
- Mitra papalis  (Linnaeus, 1758)
- Mitra stictica  (Link, 1807)
- Mitra subscrobiculata  d'Orbigny, 1852 †
- Mitra turgida  Reeve, 1845
- Mitra vezzaronellyae  Cossignani, 2016

Các loài đang được xếp vào chi:
- Mitra brasiliensis Oliveira, 1869
- Mitra saldanha Matthews & Rios, 1970

Các loài đồng nghĩa
- Mitra albozonata W. H. Turton, 1932: syn. Quasimitra latruncularia (Reeve, 1844)
- Mitra latruncularia Reeve, 1844 syn. Quasimitra latruncularia (Reeve, 1844)
- Mitra lurida W. H. Turton, 1932: syn. Vexillum patulum (Reeve, 1845)
- Mitra multisulcata G. B. Sowerby III, 1914: syn. Strigatella subruppelli (Finlay, 1927)
- Mitra variabilis Reeve, 1844: syn. Quasimitra variabilis (Reeve, 1844)

## Hình ảnh

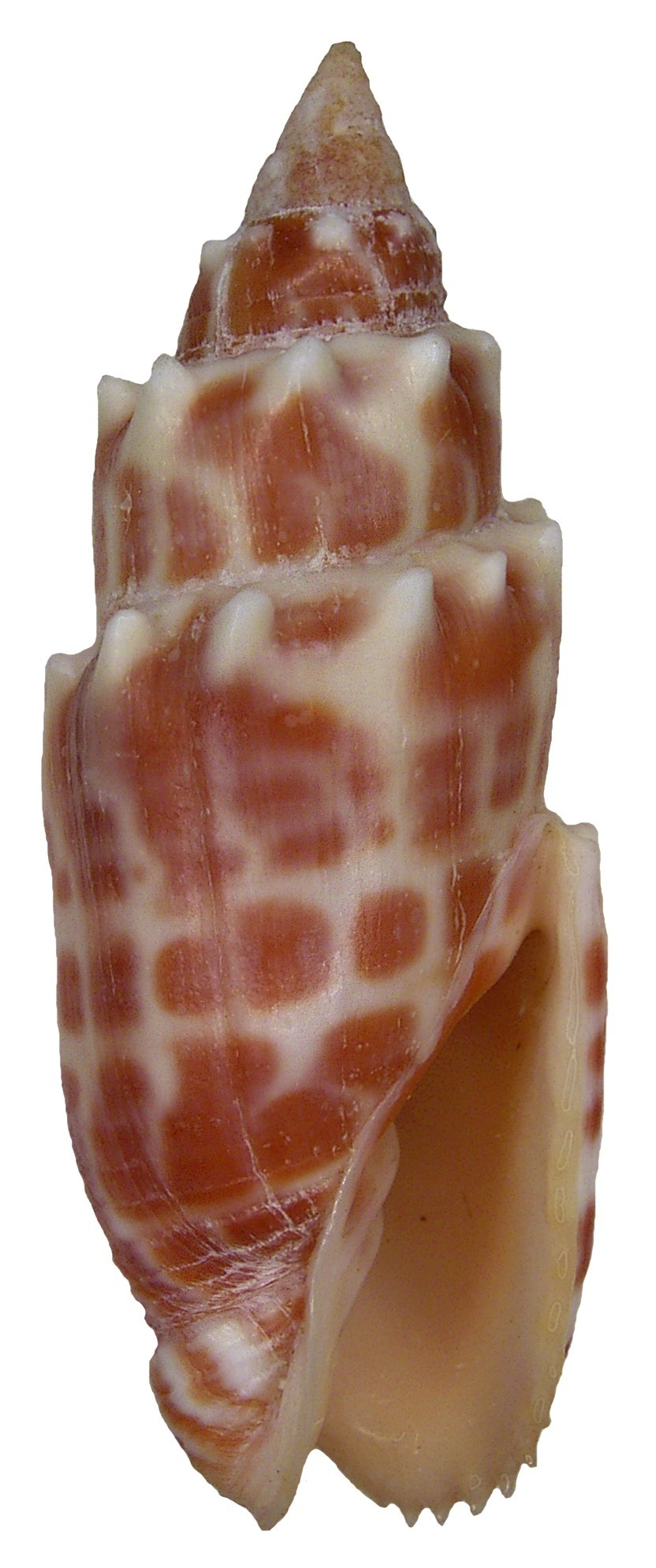
Mitra stictica